# Черняховский (посёлок)
Черняховский (бел. Чарняхо́ўскі) — посёлок в Логойском районе Минской области Беларуси. В составе Логойского сельсовета.
Посёлок назван в честь дважды Героя Советского Союза И. Д. Черняховского.

## География
Проходит автомобильная дорога Н8841.
Ближайшие населённые пункты Косино, Мачужичи и др.

### Гидрография
Рядом озеро (водохранилище) Черняховское.

## История
Посёлок назван в честь дважды Героя Советского Союза генерала армии И. Д. Черняховского, принимавшего активное участие в Белорусской наступательной операции летом 1944 года и командовавшего 3-м Белорусским фронтом. В этот период в посёлке находился командный штаб полководца.
До 30 октября 2009 года посёлок входил в состав Знаменковского сельсовета.

## Население

### Численность
- 2009 год — 102 жителей

### Динамика
- 2009 год — 102 жителей (перепись населения)[4]

## Улицы
- Центральная
- Садовая
- Озёрная
- Черняховского
- Весенняя
- Переулок Озёрный
- Переулок Весенний

## Достопримечательность
- Винокурня